# Fer Vázquez
Fernando Pablo Vázquez Rodríguez, conocido como Fer Vázquez (Montevideo, 15 de mayo de 1994) es un cantante, compositor y productor musical uruguayo, vocalista de la banda de cumbia pop Rombai desde 2014.

## Biografía
Fernando Pablo Vázquez Rodríguez, conocido como Fer Vázquez, nació el 15 de mayo de 1994 en Montevideo, Uruguay.
Su carrera musical comienza en el 2010, que funda junto a Keoma Carreño, la banda "Estilo Libre" la cual fusionaba estilos de la música tropical uruguaya como plena y cumbia con merengue y electrónica. 
En mayo de 2011, publicarían su primera canción titulada «Bailame». 
En febrero de 2014, publicarían su última canción titulada «Shameless». 
En junio, escucharía los covers de Agustín Casanova en YouTube, y le gustó como cantaba, por lo cual, Fer Vázquez lo contactaría por Facebook diciéndole que le gustaron sus covers y su voz, y quería que formara parte de una banda. Agustín aceptó, y Fer Vázquez Crearía la banda Márama con Agustín como vocalista y el como productor y compositor.
el 12 de octubre, Márama publicaría la canción «Una Noche Contigo» junto a Fer Vázquez, siendo la primera que aparece como solista.
En diciembre, Fer Vázquez crearía la banda Rombai. Su primera canción fue «Locuras Contigo».
En 2016 participó en el concurso Bailando por un sueño dentro del programa Showmatch. Ese mismo año participó actuando en la película documental Marama - Rombai - El viaje, personificándose a sí mismo.
El 26 de febrero de 2017, se presentó con Rombai en el Anfiteatro de la Quinta Vergara participando por primera vez en el Festival Internacional de la Canción de Viña del Mar en Chile, donde consiguió una Gaviota de Plata y una Gaviota de Oro.

## Filmografía

### Cine
| Año  | Título                     | Rol      | Dirección      |
| ---- | -------------------------- | -------- | -------------- |
| 2016 | Marama - Rombai - El viaje | El mismo | Federico Lemos |

### Televisión
| Año  | Título                   | Canal    | Rol                       |
| ---- | ------------------------ | -------- | ------------------------- |
| 2016 | Showmatch: Bailando 2016 | Canal 13 | Participante; Abandono    |
| 2022 | ¿Quién es la máscara?    | Teledoce | Participante; 3.er. Lugar |
| 2023 | ¿Quién es la máscara?    | Teledoce | Investigador; perdedor    |

## Discografía
Con Estilo Libre (2010-2014)
| Año  | Título                  | Álbum              |
| ---- | ----------------------- | ------------------ |
| 2011 | Bailame                 | Sencillo sin álbum |
| 2011 | Dime la Verdad          | Sencillo sin álbum |
| 2011 | Cuento de Amor          | Sencillo sin álbum |
| 2012 | Acostumbrado a Ti       | Sencillo sin álbum |
| 2012 | La Conocí Bailando      | Sencillo sin álbum |
| 2012 | Pasarla Bien            | Sencillo sin álbum |
| 2013 | We Are All on The Beach | Sencillo sin álbum |
| 2013 | Ayer Soñé               | Sencillo sin álbum |
| 2013 | Te Conozco              | Sencillo sin álbum |
| 2014 | Shameless               | Sencillo sin álbum |

### ConRombai(2014-2024)
| Año  | Título                                         | Álbum                                    |
| ---- | ---------------------------------------------- | ---------------------------------------- |
| 2014 | Locuras Contigo                                | - De Fiesta - De Fiesta (Deluxe Version) |
| 2015 | Yo También                                     | - De Fiesta - De Fiesta (Deluxe Version) |
| 2015 | Curiosidad                                     | - De Fiesta - De Fiesta (Deluxe Version) |
| 2015 | Noche Loca (ft. Márama)                        | - De Fiesta - De Fiesta (Deluxe Version) |
| 2015 | Adiós                                          | - De Fiesta - De Fiesta (Deluxe Version) |
| 2015 | Segundas Intenciones                           | - De Fiesta - De Fiesta (Deluxe Version) |
| 2015 | Yo Te Propongo                                 | - De Fiesta - De Fiesta (Deluxe Version) |
| 2016 | Reencuentro                                    | De Fiesta (Deluxe Version)               |
| 2016 | Olvida Ese Hombre                              | De Fiesta (Deluxe Version)               |
| 2016 | Enamorarnos No (ft. Álvaro Apagón)             | De Fiesta (Deluxe Version)               |
| 2016 | Perdí Tu Amor                                  | De Fiesta (Deluxe Version)               |
| 2016 | Abrázame                                       | De Fiesta (Deluxe Version)               |
| 2016 | Cuando se Pone a Bailar                        | Sencillo sin álbum                       |
| 2017 | Sentí el Sabor                                 | Sencillo sin álbum                       |
| 2017 | Una y Otra Vez                                 | Sencillo sin álbum                       |
| 2017 | Besarte                                        | Sencillo sin álbum                       |
| 2017 | Que Rico Baila (ft. Márama)                    | Sencillo sin álbum                       |
| 2018 | Me Voy                                         | Positivo                                 |
| 2019 | Me Voy Remix (ft. Abraham Mateo y Reykon)      | Sencillo sin álbum                       |
| 2019 | 2 Pa' 2                                        | Positivo                                 |
| 2019 | Ganitas                                        | Positivo                                 |
| 2020 | Te va Doler                                    | Positivo                                 |
| 2020 | Te Extraño                                     | Positivo                                 |
| 2020 | Te Extraño (Versión Acústica)                  | Sencillo sin álbum                       |
| 2020 | Te Extraño Remix (ft. MYA y Montano)           | Sencillo sin álbum                       |
| 2020 | Reconócelo (ft. John C)                        | Positivo                                 |
| 2021 | Cachondax (ft. Fer Palacio)                    | Positivo                                 |
| 2021 | Si Tú No Estás (ft. Valentina Olguín)          | Positivo                                 |
| 2021 | No Llores Más Por él (ft. G Sony)              | Positivo                                 |
| 2021 | Imaginate                                      | Positivo                                 |
| 2021 | Peligroso                                      | Positivo                                 |
| 2021 | ¿Que Tal si Nos Escapamos?                     | Positivo                                 |
| 2021 | Positivo                                       | Positivo                                 |
| 2021 | Difícil (ft. Karen Méndez)                     | Positivo                                 |
| 2021 | No Vas a Cambiar                               | Sencillo sin álbum                       |
| 2022 | Me Encanta                                     | Sencillo sin álbum                       |
| 2022 | Distancia                                      | Sencillo sin álbum                       |
| 2022 | No Se Ruega                                    | Sencillo sin álbum                       |
| 2022 | Vamo' a Tomar Una                              | Sencillo sin álbum                       |
| 2022 | Pa' Que yo le de (ft. Lauty Gram y Diel Paris) | Sencillo sin álbum                       |
| 2022 | Ya Me Contaron (ft. Yubeili)                   | Sencillo sin álbum                       |
| 2022 | Vuela (ft. Jaz)                                | Sencillo sin álbum                       |
| 2022 | Me Vas a Extrañar (ft. Grupo 5 y Ezio Oliva)   | Sencillo sin álbum                       |
| 2022 | Verano 2015                                    | Sencillo sin álbum                       |
| 2022 | Cruel                                          | Sencillo sin álbum                       |
| 2023 | Olvídate de Mi                                 | Sencillo sin álbum                       |
| 2023 | Cumbia Cheta (ft. Camila Rajchman)             | Sencillo sin álbum                       |
| 2024 | Hasta el Amanecer (ft. Camila Rajchman)        | Sencillo sin álbum                       |

### Como solista (2014-2015, 2023-presente)
- 2014: Una Noche Contigo (colaboración con Márama)
- 2015: Aventura (colaboración con Niko Falero)
- 2015: Te Conozco (colaboración con Márama)
- 2015: Déjate Llevar
- 2015: Tenemos que Hablar
- 2023: Coleccionando
- 2023: Fxcking Noche De Mi Vida (con Zzoilo y Valentina Zenere)
- 2023: Sin Querer (con Flor Álvarez)
- 2024: Te Amo (con Flor Álvarez)
- 2024: Prometí (con Chili Fernández, Zhae y Candu Domínguez)
- 2024: Mírame a la cara (con Gonza Carrazán y Cande Ojeda)
- 2024: Por Última Vez (con Valen)
- 2024: Besarnos Sin Ropa (ft. Roze)
- 2024: Más de lo que te imaginás
- 2025: Unos Mates y...

Bajo el nombre artístico Rombai
- 2019: Japón